# جوناثان ميلان
جوناثان ميلان (بالإيطالية: Jonathan Milan)‏ (و. 2000  م) هو دراج إيطالي، ولد في تولميزو.

## التصنيف
| السنة     | 2019 | 2020 | 2021 | 2022 | 2023 | 2024 |
| --------- | ---- | ---- | ---- | ---- | ---- | ---- |
| عالمي     | 2446 | 763  | 2123 | 696  | 77   | 17   |
| أوروبا    | 1563 | 611  | 1441 | 538  | 63   | 13   |
|           |      |      |      |      |      |      |
| مصدر: UCI |      |      |      |      |      |      |

## سجل الفوز

### سباقات أو مراحل فاز بها
| التاريخ        | السباق                                | المركز                                                                    |
| -------------- | ------------------------------------- | ------------------------------------------------------------------------- |
| 05 سبتمبر 2020 | طواف إيطاليا للدراجات تحت 23 سنة 2020 | السادس في تصنيف النقاط                                                    |
| 05 أغسطس 2022  | طواف بولندا 2022                      | السادس في تصنيف النقاط                                                    |
| 02 أكتوبر 2022 | طواف كرواتيا 2022                     |                                                                           |
| 03 فبراير 2023 | طواف السعودية 2023                    | الثاني في تصنيف أفضل شاب، الثاني في تصنيف النقاط، الخامس في التصنيف العام |
| 28 مايو 2023   | طواف إيطاليا 2023                     | الأول في تصنيف النقاط                                                     |
| 17 أكتوبر 2023 | طواف قوانغشي 2023                     | الثالث في تصنيف النقاط                                                    |
| 04 فبراير 2024 | فولتا لا كومونيتات فالنسيانا 2024     | الأول في تصنيف النقاط                                                     |
| 10 مارس 2024   | تيرينو أدرياتيكو 2024                 | الأول في تصنيف النقاط                                                     |
| 24 مارس 2024   | غنت-وفلجم 2024                        | الخامس في التصنيف العام                                                   |
| 27 مارس 2024   | دفارز دور فلاندرز 2024                | السابع في التصنيف العام                                                   |
| 26 مايو 2024   | طواف إيطاليا 2024                     | الأول في تصنيف النقاط                                                     |
| 25 أغسطس 2024  | دويتشلاند تور 2024                    | الأول في تصنيف النقاط                                                     |
| 23 فبراير 2025 | طواف الإمارات 2025                    | الأول في تصنيف النقاط                                                     |
| 16 مارس 2025   | تيرينو أدرياتيكو 2025                 | الأول في تصنيف النقاط                                                     |